# 野村素介

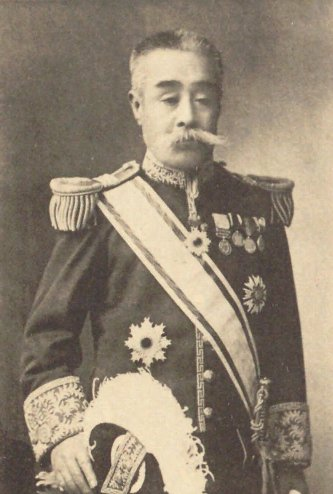
野村素介

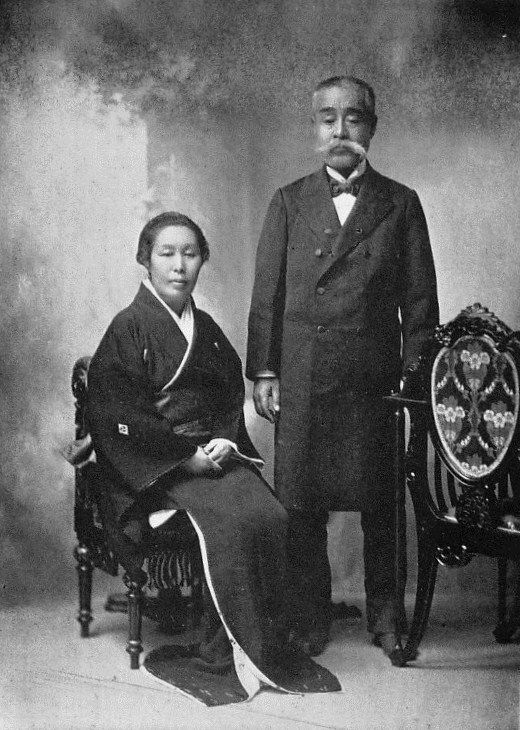
野村素介夫妻

野村 素介（のむら もとすけ、1842年6月26日（天保13年5月18日）- 1927年（昭和2年）12月23日）は、幕末から昭和初期にかけての日本の武士（長州藩士）、官僚、政治家、書家。正二位勲一等 男爵。幼名は範輔、字は絢夫、号は右仲、素軒。

## 幕末期
1842年（天保13年）5月18日に長州藩士 有地留之助の次男として周防国吉敷郡長野村（現在の山口県山口市）に生まれる。はじめ、萩の藩校明倫館で学ぶ。1859年（安政6年）4月、江戸へ行き、長州藩上屋敷内の有備館で学ぶ。さらに儒学者 塩谷宕陰から漢籍・経書・歴史を、書家 小島成斎から書道を学ぶ。1862年（文久2年）に帰国して明倫館舎長となる。
1863年（文久3年）10月に同じく長州藩士 野村正名の養子となり、1866年（慶応2年）2月、家督を継ぐ。攘夷を唱え勤王志士として国事に奔走。四境戦争では当初、藩主側近として働き、小倉城陥落後は九州方面の軍監を命ぜられ参謀 前原彦太郎（後の前原一誠）とともに講和談判などの戦後処理にあたった。

## 明治期
1868年（明治元年）に山口藩参政 兼 公議人 兼 軍政主事となり、翌年には権大参事となる。1871年（明治4年）官命によりヨーロッパ諸国を視察する。翌年3月に帰国すると茨城県令、文部大丞、学務局長、大督学、文部大書記官、元老院大書記官を歴任し、1881年（明治14年）11月には元老院議官となる。さらに博物局長兼務、亜細亜大博覧会組織取調委員、内国勧業博覧会委員、同評議員などを命ぜられる。
1890年（明治23年）に貴族院が発足すると同年9月29日に勅選議員に任命され、同年10月20日、錦鶏間祗候となる。1900年（明治33年）にはこれまでの功績を認められ男爵を叙爵。

## 大正・昭和期
1927年（昭和2年）12月23日に東京上大崎長者丸の自宅にて没。享年86。勲一等旭日大綬章を授与される。

## 書家として
晩年は素軒の号で書家として活躍。日本書道会幹事長、書道奨励会会頭、選書奨励会審査長などを務めた。
行書を得意とし各地に筆跡が残されている。石碑も多くを手がけ、京都霊山護国神社の木戸公神道碑、上宇野令香園の毛利公神道碑といった勅撰碑のほか、全国で40基ほどを確認できる。
同じ長州出身の書家、杉聴雨、長三洲と合わせて「長州三筆」と呼ぶことがある。「明治の三筆」の一人に数える文献もあるが「明治の三筆」と言えば日下部鳴鶴・中林梧竹・巖谷一六の3人を数えるのが一般的。

## 栄典
位階
- 1886年（明治19年）10月20日 - 従三位[4]
- 1894年（明治27年）5月21日 - 正三位[5]
- 1913年（大正2年）6月20日 - 従二位[6]

爵位
- 1900年（明治33年）5月9日 - 男爵[7]

勲章等
| 受章年                     | 略綬 | 勲章名                   | 備考 |
| -------------------------- | ---- | ------------------------ | ---- |
| 1888年（明治21年）5月29日  |      | 勲二等旭日重光章         |      |
| 1889年（明治22年）11月25日 |      | 大日本帝国憲法発布記念章 |      |
| 1890年（明治23年）11月1日  |      | 藍綬褒章                 |      |
| 1906年（明治39年）4月1日   |      | 勲一等瑞宝章             |      |
| 1915年（大正4年）11月10日  |      | 大礼記念章               |      |
| 1927年（昭和2年）12月23日  |      | 旭日大綬章               |      |

## 作品
- 長野県大町市 大町西小学校 渡邊敏記恩碑
- 長野県松本市 四柱神社 中柴氏寿碑
- 埼玉県狭山市 廣瀬神社 社号額
- 東京都文京区 小石川宗慶寺 珂北野口先生碑
- 東京都目黒区 目黒不動瀧泉寺 昆陽青木先生碑銘
- 神奈川県中郡大磯町 大磯駅前 海内第一避暑地ノ碑
- 静岡県伊豆の国市 韮山反射炉 反射炉記念碑
- 京都府京都市左京区 京都府立図書館内 吉田松陰拝闕詩碑
- 京都府京都市東山区 東福寺三門傍 防長忠魂碑
- 京都府京都市東山区 京都霊山護国神社 木戸公神道碑
- 兵庫県洲本市 高田屋嘉兵衛翁記念館 高田屋嘉兵衛翁記念碑
- 山口県山口市 上宇野令香園 毛利公神道碑
- 山口県下関市 高杉東行終焉之地碑
- 山口県山口市 大内長野神社 二義少年碑
- 山口県山口市 山口大学教育学部玄関横 碑
- 山口県下関市長府川端町2丁目 桂弥一旧宅 額
- 山口県山口市 湯田温泉高田公園 七卿之碑
- 山口県山口市 山口サビエル記念聖堂 周布政之助顕彰碑 来島又兵衛顕彰碑
- 山口県下関市 覚苑寺 杉聴雨先生頌徳碑
- 香川県丸亀市 中津万象園 茶屋の額
- 貨幣の文字の手本（1905年3月1日〜不明）

## 家族
プッチーニが「蝶々夫人」のオペラを制作する際に、日本の事情や民謡に関して助言した、当時の在イタリア日本公使大山綱介夫人大山久子は野村素介の娘。久子は夫の死後、聖母の園養老院火災にて悲劇的な最後を遂げた。